# Rio Kanektok
O rio Kanektok é um curso de água de aproximadamente 121 quilômetros de extensão, localizado no sudoeste do Alasca, nos Estados Unidos. Nasce nas Montanhas Ahklun, nos lagos Kagati e Pegati, e flui em direção oeste até desaguar na Baía Kuskokwim, no mar de Bering, próximo à cidade de Quinhagak.
Quase todo o percurso do rio encontra-se dentro do Refúgio Nacional de Vida Selvagem de Togiak. A Quinhagak Village Corporation é proprietária das terras ao longo dos últimos cerca de 27 quilômetros do rio.

## Recreação
O rio Kanektok é navegável por diversos tipos de embarcações, variando entre Classe I (fácil) e Classe II (médio) na Escala Internacional de Dificuldade de Rios. Os trechos superiores, logo abaixo do Lago Kagati, podem ser rasos demais para a navegação. A partir desse ponto, o rio apresenta correntezas rápidas, canais ramificados, amontoados de troncos e vegetação submersa ou pendente, tornando a navegação inadequada para iniciantes. Em épocas de cheia, a dificuldade nos primeiros 88 quilômetros pode aumentar para Classe III (difícil).
O Alaska Fishing descreve o Kanektok como "um dos mais celebrados rios do Alasca para pesca de salmões e trutas". Entre as principais espécies pescadas destacam-se a truta-arco-íris, o salvelino-ártico, o grayling-ártico, o salmão-rei, o salmão-prateado, o salmão-cão e o salmão-vermelho. Os pescadores podem descer o rio a partir das nascentes, contratar embarcações para subir a partir de Quinhagak ou pescar a partir de acampamentos e lodges instalados ao longo do trecho inferior do rio.